# Alameda Duque de Caxias
A Alameda Duque de Caxias esta localizada no centro da cidade de Blumenau e é uma das principais vias históricas do município.
Historicamente esta via é considerada uma das primeiras da cidade, juntamente com a Wurststrasse (caminho de linguiça - em português - e atual Rua XV de Novembro). Ela surgiu no ano de 1852 com a denominação de Palmenalle. Em 1883 esta rua foi rebatizada para Boulevard Wendeburg, porém, nesta época era conhecida popularmente por alameda Dr. Blumenau, em referência ao fundador da cidade, Hermann Blumenau. Em 8 de abril de 1939 foi novamente rebatizada, agora para Alameda Duque de Caxias em função de uma lei que determinava que as ruas com nomes estrangeiros fossem alteradas e colocadas referências de nomes nacionais. Assim, ela homenageia o patrono do exército, Luís Alves de Lima e Silva.